# Псагот

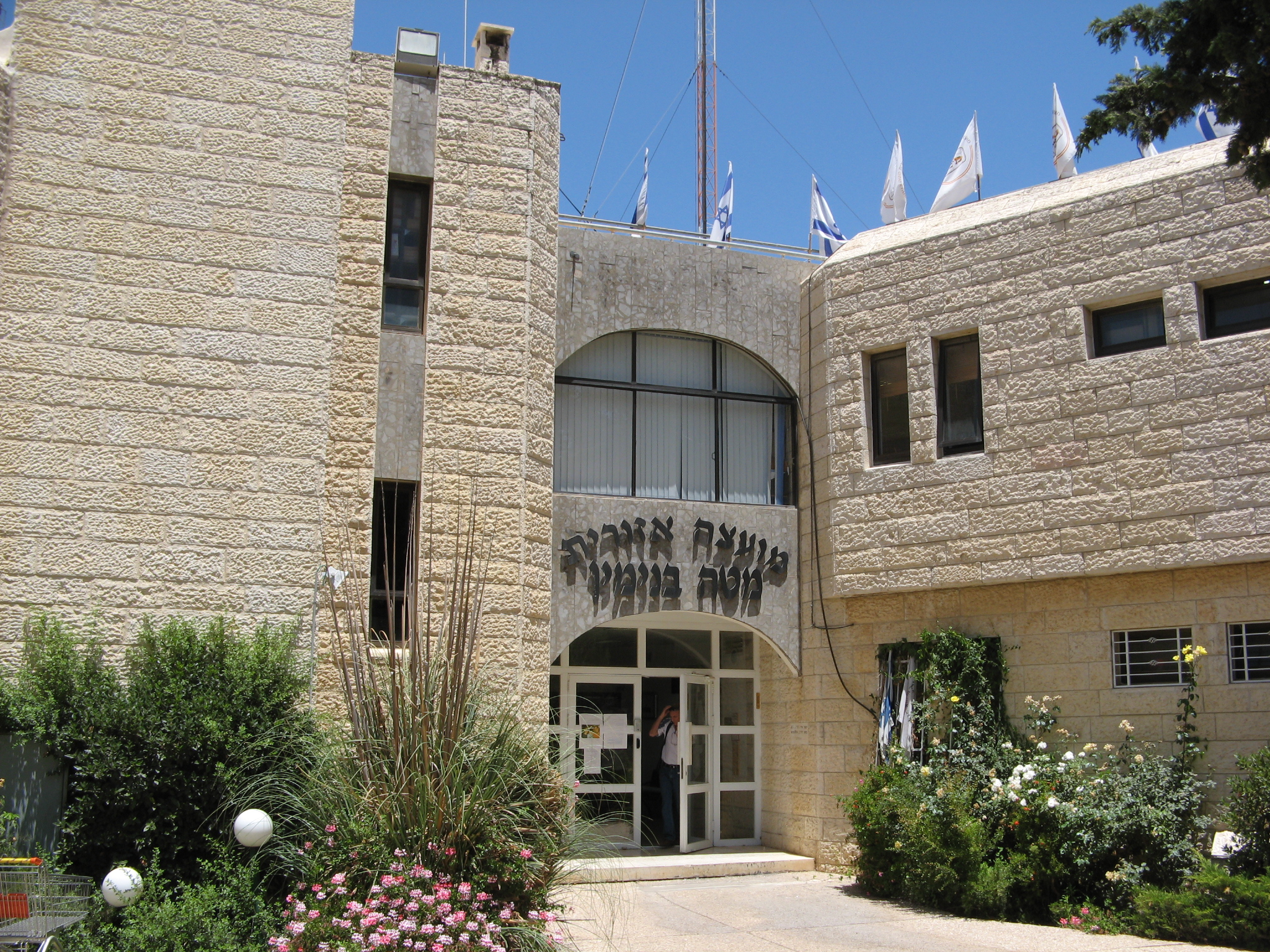
Штаб-квартира регионального совета в Псагот

Псагот — израильское поселение на Западном берегу реки Иордан. Относится к региональному совету Мате-Биньямин, в Псагот расположена штаб-квартира этого совета.

## История
Псагот был основан в 1981 году с одобрения Ариэля Шарона. Поселение находится вблизи Рамаллы и арабских деревень. В 2001 ЦАХАЛ запустил из окрестностей Псагот две ракеты, которые должны были поразить Марвана Баргути. В 2009 году его жители безуспешно пытались запретить через суд строительство арабского стадиона, который мог создать угрозу их безопасности.

## Население
По данным Центрального статистического бюро Израиля, население на начало 2020 года составляло 1 881 человек.

## Экономика
Псагот известен своими виноградниками и виноделием. Сотни тысяч бутылок вина производятся каждый год, большая часть из них идёт на экспорт.